# Palau Bo

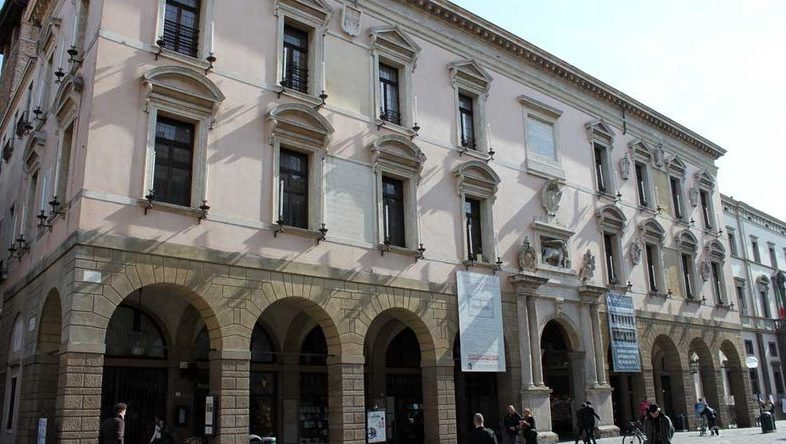
Façana principal del palau Bo

El palau Bo (Palazzo Bo en italià) és l'edifici principal de la Universitat de Pàdua, al centre de Pàdua, enfront del palau Moroni, seu del consistori de la ciutat.
En els primers decennis del segle xvi es duu a terme el trasllat de les diferents escoles, disseminades pels barris de la ciutat, al complex d'edificis coneguts amb el nom de palau Bo, apel·latiu que deriva de l'emblema del famós hotel Hospitium Bovis, o 'alberg del bou' (“Bo” en llengua vèneta), situat prop de l'antic carrer de les carnisseries. A la fi del segle xiii sorgien en aquesta àrea grups de cases pertanyents al patriciat de la ciutat, entre les quals es trobava precisament la que més endavant seria ocupada per l'Hospitium Bovis.
Les obres de reforma per a ús universitari començaren el 1493 i acabaren a principis del xvii, mentre una nova sèrie d'intervencions s'hi feu a partir de 1889. L'edifici íntegrament, inclòs el pati modern, va ser completat entre 1938 i 1942, per voluntat del llavors rector, Carlo Anti, per obra de l'arquitecte Ettore Fagiuoli, mentre que la decoració artística i el mobiliari són obra del famós arquitecte Gio Ponti.

## El pati antic i els blasons

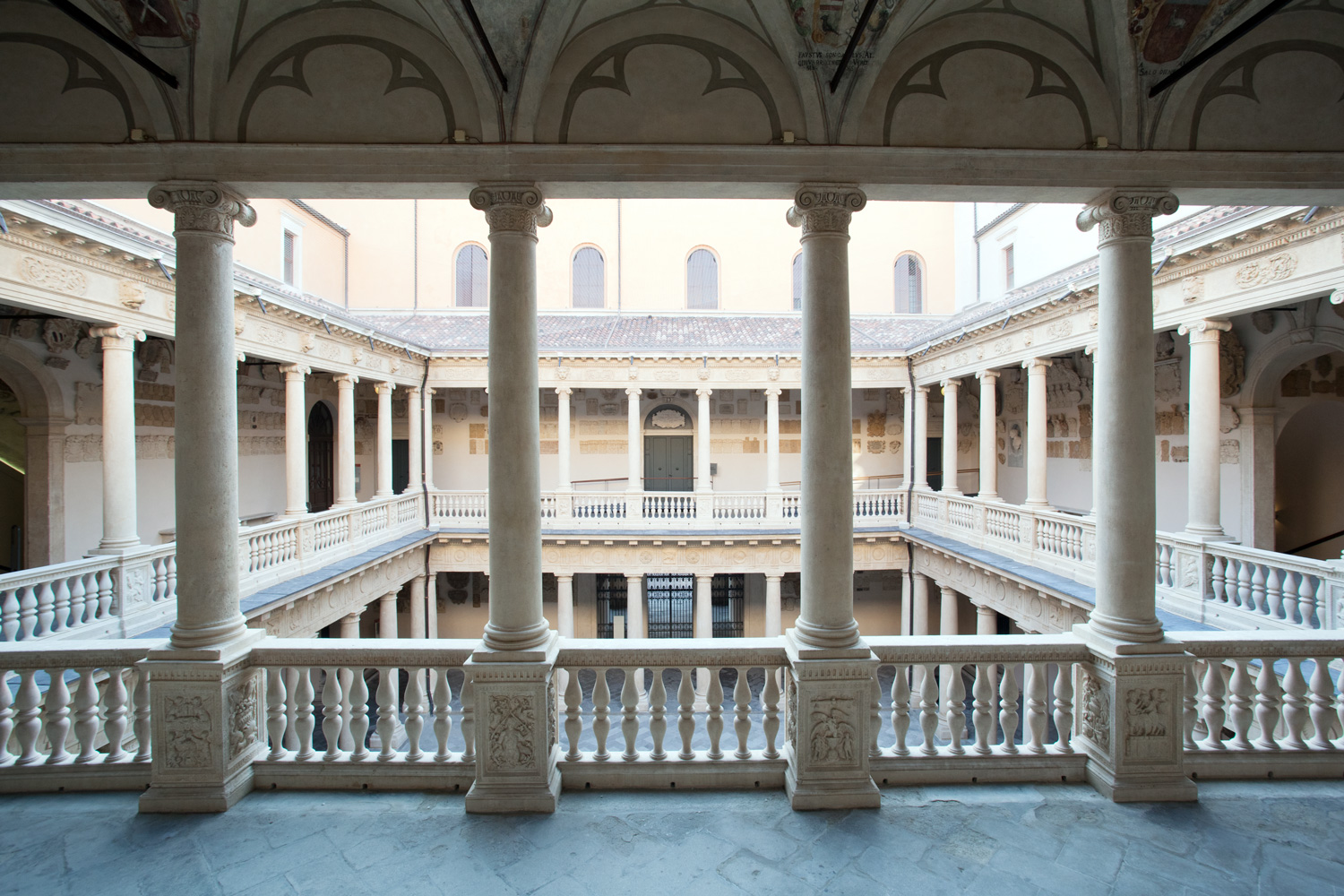
Pati antic del palau Bo

Iniciat al 1546, és obra d'Andrea Moroni, el major arquitecte de Pàdua de mitjan segle xvi. És una de les construccions més belles del Renaixement a la ciutat, envoltat per una lògia doble amb dos ordres, amb columnes dòriques al nivell inferior i jòniques al superior. Les parets i voltes de les porxades estan completament decorades amb els blasons dels rectors i dels consellers de les dues universitates, artista i jurista, que es remunten al lapse de 1592 a 1688, any en què la República de Venècia va prohibir la col·locació d'“altres memòries en el Bo”. També l'Aula Magna està decorada amb blasons originals.

## Aula Magna

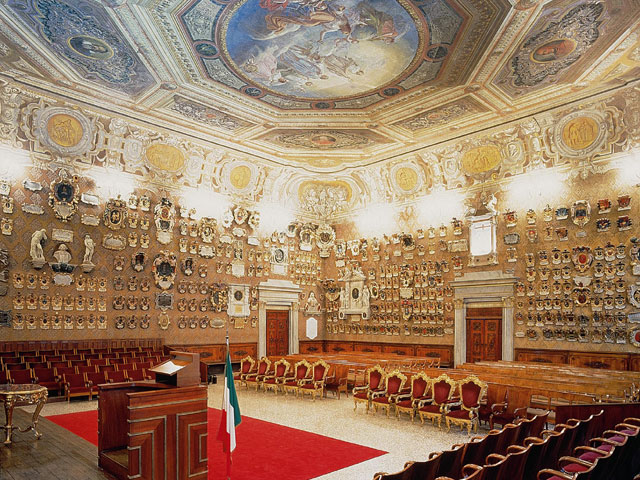
Aula Magna del palau Bo

Des del segle xvi fins al xviii va allotjar l'“Escola gran de legistes” i s'hi van donar lliçons: hi va ensenyar també Galileo Galilei, a qui l'aula està hui dedicada.
En la primera meitat del segle xix va servir com a aula de dibuix. Per ser destinada a Aula Magna fou restaurada (1854-56) i decorada amb els frescs del sostre, al centre del qual es troba l'al·legoria La saviesa i les altres disciplines, obra de Giulio Carlini.
La paret del fons, on seuen els membres del Senat Acadèmic durant les cerimònies més importants (inauguració del curs, atorgament de llicenciatures honoris causa, etc.) és obra de Gio Ponti (1942). S'hi pot llegir l'antic lema de la universitat: Universa Universis Patavina Llibertes.

## Sala dels quaranta

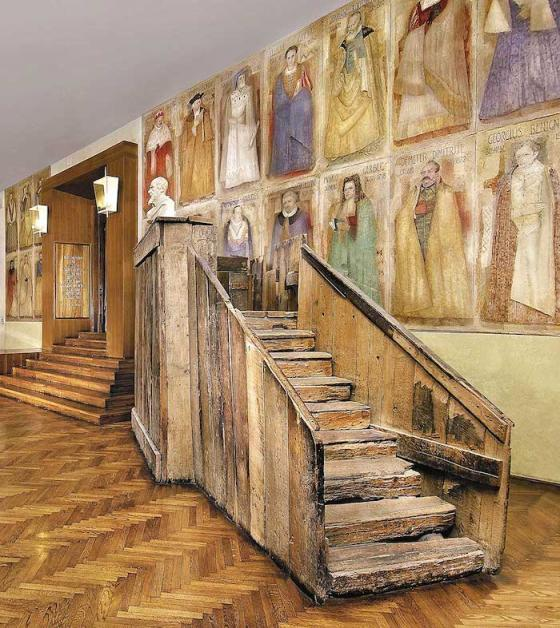
Càtedra de Galileu a la sala dels Quaranta

La sala pren el nom dels 40 retrats col·locats a les parets: estrangers il·lustres, estudiants a Pàdua però provinents de tots els països d'Europa.
Realitzats en tèmpera per Giangiacomo dal Forno (1942), sense arribar a pretendre fidelitat iconogràfica, retraten entre d'altres, a: Antonio Augustin, ambaixador de papes i de Felip II; Michel de L'Hospital, col·laborador de Caterina de Mèdici i canceller de França; Thomas Linacre, metge d'Enric VIII i docent a Oxford; William Harvey, cèlebre pels estudis sobre la circulació de la sang i fundador de l'escola mèdica anglesa; Olof Rudbek el Vell, docent de botànica, anatomia i medicina a la Universitat d'Uppsala, promotor d'un jardí botànic sobre el model paduà; Thomas Bartholin, un dels fundadors de l'escola mèdica danesa; Nicolau de Cusa, il·lustre filòsof alemany del segle xv i cardenal; Werner Rolfinck, promotor dels estudis d'anatomia i química a Alemanya; Peter Vasiljevic Postnikov, enviat a Pàdua per Pere I de Rússia per estudiar medicina; Esteve Bathory, hongarès que esdevingué rei de Polònia el 1576; Ioannis Kapodístrias, grec, nomenat el 1828 president dictador del govern hel·lènic; Emanuele Sciascian, armeni, metge de la cort imperial de Constantinoble i promotor del primer institut superior de medicina a Turquia.

### Càtedra de Galileu
La sala dels Quaranta allotja la càtedra que, segons la tradició, van muntar els estudiants amb la finalitat que Galileu pogués ensenyar a la “sala gran dels legistes” (l'actual Aula Magna), perquè no cabia a les altres aules la munió que acudia a les seues lliçons. La càtedra va ser conservada a l'Aula Magna fins a mitjan segle XIX. Galileu va ensenyar a la Universitat de Pàdua durant divuit anys (1592-1610), que recordava com els millors de la seua vida. Fou molt admirat pels estudiants i tutelat pel govern venecià; a Pàdua va donar inici al mètode científic modern.

## Teatre anatòmic

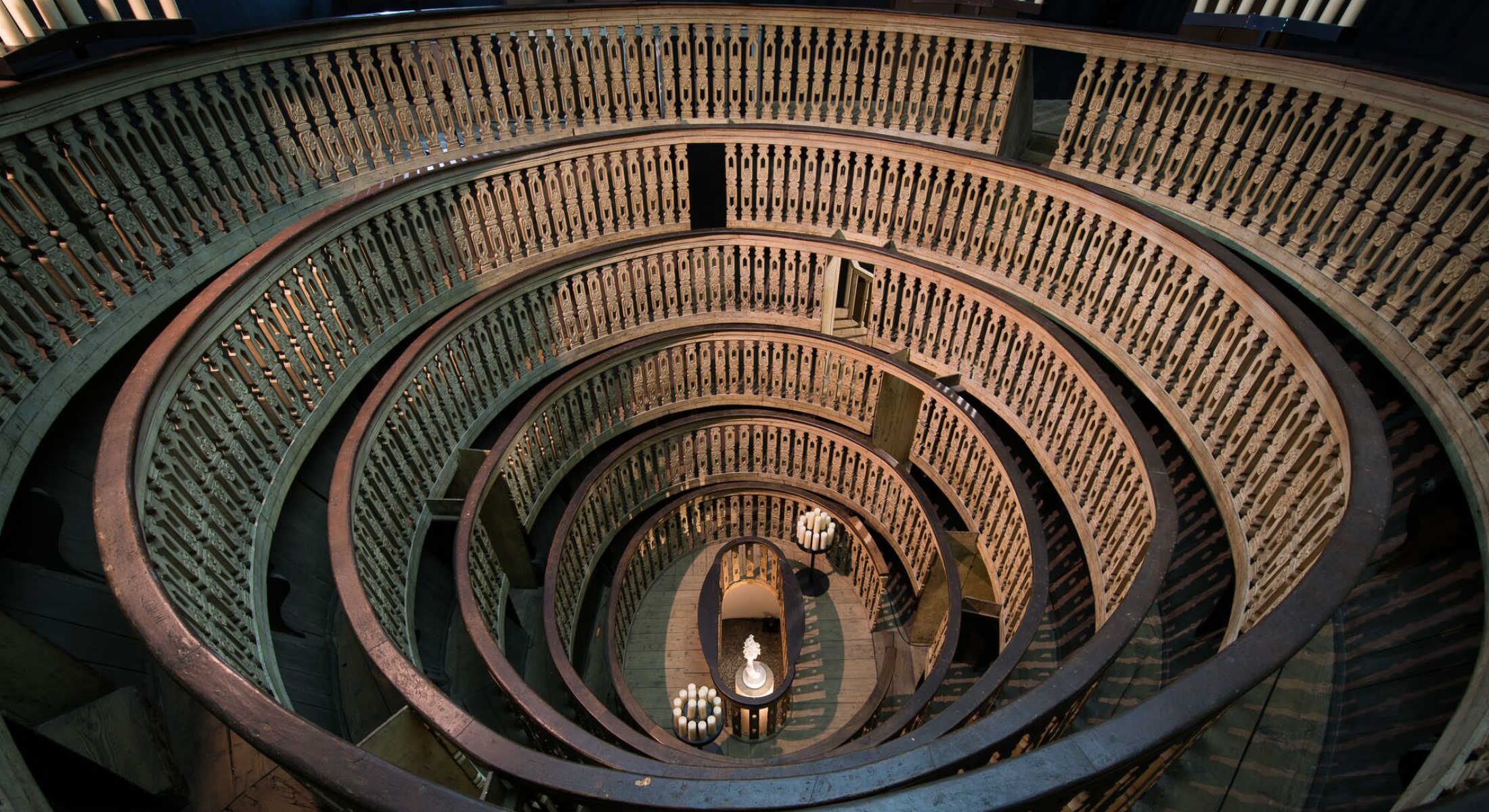
Teatre anatòmic del palau Bo

Van encarregar-ne la construcció el 1594 al cèlebre professor d'anatomia Hieronymus Fabricius d'Acquapendente seguint els suggeriments de fra Paolo Sarpi. És el primer teatre estable del món, ja que prèviament, per assistir a les autòpsies, es construïen estructures desmuntables. És el més antic i està encara perfectament conservat.
És una estructura de fusta amb forma de con a l'inrevés, amb planta el·líptica, amb sis nivells concèntrics d'esglaons que s'eleven al voltant de la taula d'anatomia. Els balustres són de fusta de noguera tallada. Al principi les
finestres eren cegues (es van obrir només al 1844) i la lliçó d'anatomia es duia a terme amb llum de ciris i torxes.
Utilitzat per l'ensenyament fins a 1872, el teatre va sofrir modificacions als anys 1842-44 i fou restaurat el 1991-92. A la saleta adjacent al teatre, denominada en el passat “cuina” del teatre, és a dir, lloc on es preparaven els cossos que s'havien de seccionar, hi ha una petita exposició permanent.

## Aula de medicina

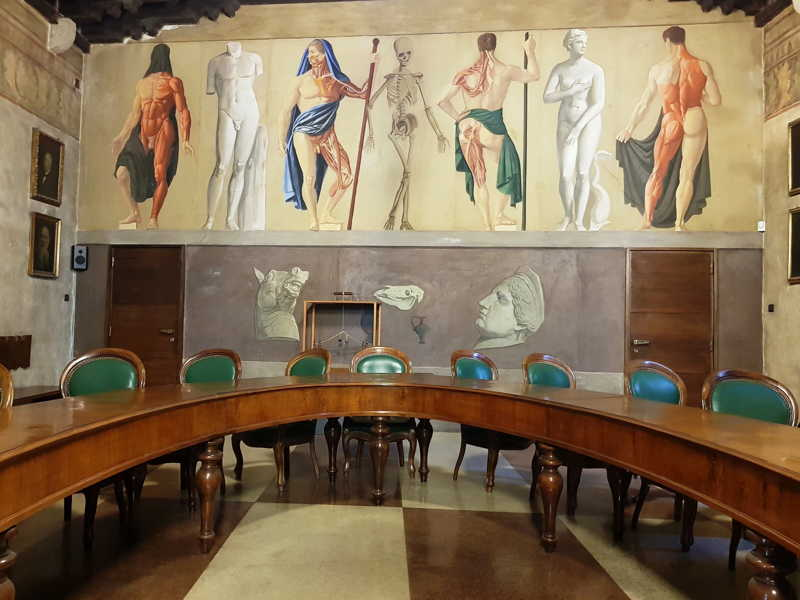
Aula de medicina del palau Bo

Una de les sales acadèmiques més boniques i de les més antigues de l'edifici és l'aula que hui allotja les discussions de les tesis de llicenciatura dels estudiants de medicina i d'altres facultats. És l'única aula on s'impartien les lliçons teòriques d'anatomia, però els seus orígens són més remots. El sostre tallat, perfectament conservat, i el fris típicament medieval que decora les parets, recorden que la sala formava part d'una de les tres cases nobiliàries de la família Carrara, que al segle xiv constituïen el nucli sobre el qual va sorgir l'hostal del Bo.

## Primera dona graduada del món
Sobre la base d'una de les dues àmplies escalinates que condueixen al pòrtic superior del pati Antic es veu l'estàtua d'Elena Lucrezia Cornaro Piscopia, la primera dona graduada al món, que el 1678 va aconseguir la llicenciatura en filosofia de la Universitat de Pàdua.